# Alangudi
Alangudi es una ciudad y nagar Panchayat situada en el distrito de Pudukkottai en el estado de Tamil Nadu (India). Su población es de 12367 habitantes (2011). Se encuentra a 36 km de Pudukkottai y a 74 km de Thanjavur.

## Demografía
Según el censo de 2011 la población de Alangudi era de 12367 habitantes, de los cuales 6191 eran hombres y 6276 eran mujeres. Alangudi tiene una tasa media de alfabetización del 75,92%, inferior a la media estatal del 80,09%: la alfabetización masculina es del 83,85%, y la alfabetización femenina del 68,23%.